# Emmanuel Mallet
Pour les articles homonymes, voir Mallet.
Emmanuel Mallet (né le 10 mai 1970 à Carentan dans la Manche,), est un coureur cycliste français, actif des années 1980 à 2000. 
Il évolue chez les professionnels en 1994 et en 1995 dans l'équipe Aubervilliers 93-Peugeot.

## Biographie
Tenancier de la Frégate à Bayeux depuis plus de 10 ans

## Palmarès
- 1988
  - 3e du championnat de France sur route juniors
- 1989
  - Souvenir Petit-Breton[3]
  - 2e de la Flèche de Locminé
- 1990
  - 2e de Paris-Orléans
  - 3e du Tro Bro Leon
- 1991
  - Loire-Atlantique espoirs :
    - Classement général
    - 1re étape
- 1993
  - Paris-Barentin
  - Tour de Normandie
  - 2e du Circuit de la vallée de la Loire
  - 2e de Paris-Chauny
- 1998
  - Tour du Pays d'Auge
  - 2e du Chrono de Rochecorbon
  - 3e du Grand Prix U
  - 3e du Grand Prix Michel-Lair
- 1999
  - Circuit des Remparts
  - 1re étape de l'Essor breton
  - 2e du Grand Prix de la Côte des Isles
  - 3e du Grand Prix Michel-Lair
- 2000
  - Boucles guégonnaises[4]
  - 7e étape du Ruban granitier breton
  - Tour des Mauges
  - 2e de la Classic Loire-Atlantique
  - 3e de Redon-Redon